# Манольсько-Конаре
Мано́льсько-Кона́ре (болг. Манолско Конаре) — село в Пловдивській області Болгарії. Входить до складу общини Мариця.

## Населення
За даними перепису населення 2011 року у селі проживали 706 осіб.
Національний склад населення села:
| Національність   | Кількість осіб | Відсоток |
| ---------------- | -------------- | -------- |
| болгари          | 606            | 86,6%    |
| цигани           | 92             | 13,1%    |
| не визначились   | 0              | 0%       |
| Всього відповіли | 700            |          |

Розподіл населення за віком у 2011 році:
Динаміка населення: